# Дубровский, Александр Митрофанович
Александр Митрофанович Дубровский (1899, Москва, Российская империя — неизвестно) — советский режиссёр и сценарист.

## Биография
Родился в 1899 году в Москве. В 1917 году поступил в МГУ, который он окончил в 1922 году. Сразу же после окончания МГУ устроился на работу в ЦИТ на должность научного сотрудника. В 1927 году пришёл в кино, поставил несколько фильмов в качестве актёра, также написал ряд сценариев для кинематографа. Дальнейшая судьба неизвестна.

## Фильмография

### Режиссёр
- 1929 — За ваше здоровье
- 1932 — Тайна Кара-Тау

### Сценарист
- 1927 — Жена
- 1928 — Свои и чужие
- 1932 — Тайна Кара-Тау
- 1940 — Ветер с востока